# Кабайда, Анатолий
Анато́лий (Анатоль) В. Кабайда, псевдоним Жуко́вский (13 октября 1912, Пигаревка, Черниговская губерния — 28 мая 1998, Канберра) — деятель ОУН, тайный сторонник Т. Бульбы-Боровца, сотник (гауптман).

## Биография
Анатолий Кабайда родился 13 октября 1912 года в Пигаревке (ныне — в Середино-Будском районе Сумской области). С родителями эмигрировал в Польшу; семья осела на Волыни. Окончил украинскую гимназию в Луцке, там же в 1929 году вступил в ОУН. В 1933—1937 годы изучал архитектуру в Данциге.
Участник походных групп ОУН-м (мельниковцев), проводник ОУН в Луцке, входил в штаб Полесской Сечи-УПА.
В 1941 г. по поручению Боровца прибыл в Киев, поступил на службу в Киевскую оккупационную полицию (см. Киевский курень), на 1 января 1942 г. занимал должность секретаря коменданта киевской полиции П. Захвалынского. С 1 июля — заместитель коменданта, с середины июля 1942 г. — комендант киевской полиции. В конце войны работал в штабе П. Шандрука.
Есть информация о его причастности к Холокосту. Так, 11 сентября 1942 г. Кабайда выразил официальную благодарность полицейскому Иосифу Киричуку, который вне дежурства задержал еврея. За такую «старательность» Киричук получил вознаграждение в виде килограмма жиров и килограмма муки.
Бежал с Украины с отступающими немецкими войсками на территорию Германии, где изменил фамилию. После пребывания в лагере для перемещенных лиц в 1949 году эмигрировал в Австралию. Был видным деятелем «Пласта» и сооснователем «Союза украинских комбатантов Австралии». С 1961 года проживал в Канберре, где и умер 28 мая 1998 года.
Сестра А. Кабайды Ангелина возглавляла кабинет И. Франко при Львовском университете.